# Direkteinspritzender Glühkopfmotor
Der Glühkopfmotor mit Direkteinspritzung, auch bezeichnet als Mitteldruckmotor, Mitteldruckglühkopfmotor und Halbdieselmotor, ist ein Verbrennungsmotor mit innerer Gemischbildung und einem mittleren Verdichtungsverhältnis. Der Kraftstoff wird in diesem Motor direkt eingespritzt und entzündet sich von selbst. Der Glühkopfmotor mit Direkteinspritzung ist ein Zweitaktmotor mit Kurbelkastenspülung und Membraneinlass. Er ist eine Weiterentwicklung des Glühkopfmotors, mit dem er sich das namensgebende Konstruktionsmerkmal des ungekühlten Zylinderkopfes teilt. Erfunden wurde der Motor von Anton Lentz und 1952 zum Patent angemeldet (Patenterteilung 1956). Eingesetzt wurde der Motor in Schleppern der Marke Lanz.

## Merkmale
Der Motor ist eine Wärmekraftmaschine mit Hubkolben und basiert auf dem konventionellen, als Einzylindermotor konstruierten Glühkopfmotor. Er kann sowohl luft- als auch wassergekühlt sein; die von Lanz gebauten Motoren haben alle Thermosiphonkühlung (Wasserkühlung). Wichtigstes Konstruktionsmerkmal des Motors ist der Zylinderkopf, der so ausgeformt ist, dass er mit dem Kolben am oberen Totpunkt einen kegelförmigen Brennraum bildet. Der Kraftstoff wird an der Spitze dieses kegelförmigen Brennraums direkt in Richtung Kolbenboden eingespritzt. Da der Zylinderkopf nicht gekühlt ist und das Verdichtungsverhältnis des Motors im Bereich von etwa 11 : 1 liegt, entzündet sich der Kraftstoff von selbst. Dabei ist die Einspritzdüse im Zylinderkopf gekühlt, um eine zu frühe Verdampfung und die daraus resultierende Fehlzündung zu verhindern. Der Motor ist ein Zweitakter, die Ladungswechsel werden über Ein- und Auslassschlitz gesteuert. Mit Nenndrehzahlen von rund 600 bis 800 min−1 ist er ein Mittelschnellläufer. Als Kraftstoff dient Dieselkraftstoff. Um die nötige Betriebstemperatur des Motors zu erreichen, wird bei Motoren von Lanz zum Start und Warmlaufen eine Mischung aus Dieselkraftstoff und Ottokraftstoff bzw. Benzin eingespritzt und mit einer Zündkerze gezündet. Wenn der Motor die nötige Temperatur erreicht hat, wird auf Dieselbetrieb umgestellt und die Zündkerze abgeschaltet.

### Abgrenzung vom Dieselmotor
Der Dieselmotor hat im Allgemeinen eine höhere Verdichtung, die die Verbrennungsluft so weit erhitzt, dass der Kraftstoff sich durch die Temperatur der Luft entzündet (Kompressionszündung), während der Glühkopfmotor zum Zünden des Kraftstoffluftgemisches die Temperatur des Zylinderkopfes nutzt.

### Vorteile gegenüber einem konventionellen Glühkopfmotor
Durch das Wegfallen einer Vorkammer kann der Zylinderkopf einfacher und preisgünstiger hergestellt werden, etwa als Schmiedestück. Der Kolbenboden benötigt keinen Wärmespeicher mehr, weshalb der Kolben aus Leichtmetall hergestellt werden kann. Durch die geringere thermische Belastung verschiedener Baugruppen des Motors wird im Allgemeinen die Betriebssicherheit und Zuverlässigkeit erhöht. Der Anlassvorgang ist vereinfacht, das Vorheizen des Zylinderkopfes entfällt. Der Kraftstoffverbrauch ist mit ca. 237 g/kWh um rund 30 % reduziert und liegt etwa auf dem Niveau eines zeitgenössischen Wirbelkammerdieselmotors gleicher Leistung.

## Technische Daten eines Beispielmotors
| Kenngrößen                      | Motor des Lanz Bulldog D 6007    |
| ------------------------------- | -------------------------------- |
| Kühlung                         | Thermosiphonkühlung              |
| Einspritzpumpe                  | Bosch PFR 1-8 100/33             |
| Einspritzdüse                   | Bosch DL 60-S 879                |
| Einspritzdruck                  | 117,7 bar                        |
| Mittlerer Arbeitsdruck          | 4,51 bar bei 800 min−1           |
| Mittlere Kolbengeschwindigkeit  | 6,93 m/s                         |
| Verdichtungsverhältnis          | 12 : 1                           |
| Bohrung × Hub                   | 190 mm × 260 mm                  |
| Hubraum                         | 7370 cm3                         |
| Nennleistung                    | 44 kW (60 PS) bei 800 min−1      |
| Maximales Drehmoment            | 578 N·m (58,9 kpm) bei 700 min−1 |
| Niedrigster Kraftstoffverbrauch | 232,5 g/kWh (171 g/PSh)          |